# Татарский, Михаил Семёнович
Михаи́л Семёнович Тата́рский (3 августа 1920 — 14 апреля 1998) — советский сценарист, Заслуженный деятель искусств УССР.

## Биография
Родился 3 августа 1920 года.
В 1937—1940 годах учился в Ульяновском высшем военном училище «ТОС» («Техника особой секретности»). Служил кадровым офицером-сапёром.
Участник советско-финской и Великой Отечественной войн. В 1941 году — лейтенант, командир 11-го взвода спецназначения, осуществлявшего минирование объектов в Киеве.
В 1953—1960 годах работал в Киевском госцирке заведующим постановочной частью, заместителем директора. С 1960 года писал интермедии для киевского цирка, в том числе репризы для клоунов (Олега Попова, Юрия Никулина, «Карандаша»), а также сценарии для мультфильмов («Парасолька», «Три панька»).
Последние годы жил в Канаде. Умер 14 апреля 1998 года.

### Семья
Сын — режиссёр-мультипликатор Александр Татарский.

## Фильмография
Как сценарист;
- 1963 — «Золотое яичко»
- 1969 — «Как казак счастье искал»
- 1972 — «Зубная быль»
- 1973 — «Мышонок, который хотел быть похожим на человека»
- 1974 — «В мире пернатых»
- 1975 — «Парасолька и автомобиль»
- 1976 — «Парасолька становится дружинником»
- 1980 — «Из жизни пернатых»
- 1980 — «Парасолька в цирке»
- 1989 — «Три панька»
- 1990 — «Три панька хозяйствуют»